# Roger Gomis
Roger Gomis (ur. 20 marca 1995 w Niaguis, Ziguinchor Region, Senegal) – senegalski piłkarz, grający na pozycji pomocnika.

## Kariera piłkarska

### Kariera klubowa
Wychowanek klubu ASC Yeggo, w barwach którego w 2011 rozpoczął karierę piłkarską. Latem 2011 przeniósł się do US Gorée. W grudniu 2014 został zaproszony do CS Louhans-Cuiseaux. 27 marca 2017 roku podpisał kontrakt z ukraińskim Illicziwcem Mariupol. W końcu maja 2018 opuścił mariupolski klub.

### Kariera reprezentacyjna
W 2012 występował w juniorskiej reprezentacji Senegalu. W 2015 debiutował w młodzieżowej reprezentacji Senegalu

## Sukcesy

### Sukcesy klubowe
Illicziweć Mariupol
- mistrz Ukraińskiej Pierwszej Ligi: 2016/17